# Taeniophyllum merrillii
Taeniophyllum merrillii är en orkidéart som beskrevs av Oakes Ames. Taeniophyllum merrillii ingår i släktet Taeniophyllum och familjen orkidéer. Inga underarter finns listade i Catalogue of Life.